# Anton Weiß (Politiker)
Anton Weiß war ein bayerischer  Politiker.

## Werdegang
Weiß war als Lederermeister und Gerber in Eggenfelden ansässig. 1849 wurde er in die Kammer der Abgeordneten des Bayerischen Landtags gewählt. Auf sein Austrittsgesuch hin wurde er am 2. Februar 1851 aus der Kammer entlassen.